# Yaël Braun-Pivet
Yaël Braun-Pivet, född 7 december 1970 i Nancy i Frankrike, är en fransk advokat och politiker.
Braun-Pivet var inledningsvis medlem av Socialistpartiet men gick över till La République en Marche. I samband med parlamentsvalet i Frankrike 2017 valdes hon till ledamot av Nationalförsamlingen för den femte valkretsen i Yvelines. Under mandatperioden, som löpte mellan 2017 och 2022, var hon ordförande i Nationalförsamlingens utskott för konstitutionella,  administrativa och lagstiftningsrelaterade frågor
I maj 2022 utnämndes hon till minister för utomeuropeiska territorier av president Emmanuel Macron, i premiärministern Elisabeth Bornes regering. Några veckor senare omvaldes hon till ledamot av Nationalförsamlingen för Yvelines femte valkrets. Hon lämnade sin ministerportfölj, för att i stället kunna bli vald till Nationalförsamlingens ordförande. 28 juni 2022 valdes hon, som första kvinna på posten, till talman i nationalförsamlingen.

## Biografi

### Uppväxt
Yaël Braun-Pivet föddes 7 december 1970 i Nancy i departementet Meurthe-et-Moselle. 
Själv har hon beskrivit sitt ursprung som "slaviskt, polsk-judiskt och tysk-judiskt, med morföräldrar som kom till Frankrike på turistvisum" med en resväska, under 30-talet. Libération skriver att hon varken är "utövande eller troende" jude, och att hon "firar de judiska högtiderna, såsom hennes far och särskilt hennes farfar gjorde", en polsk-judisk skräddare som på flykt från antisemitismen flydde till Nancy under 1930-talet, för att undkomma nazisterna. Efter andra världskriget tilldelades han en medalj för sitt motstånd.
Hennes far var chef i ett reklamföretag och hennes mor, som utexaminerades från Direction départementale des Affaires sanitaires et sociales (DDASS) vid sexton års ålder, fick ett diplom i stenografi, något som möjliggjorde en klassresa. Paret har två barn, en pojke och en flicka. Familjen lämnade Nancy när fadern fick ett nytt jobb. De diskuterade ofta politik vid köksbordet.

### Privatliv
Hon är gift med Vianney Pivet, högt uppsatt inom L'Oréal. De har fem barn och bor i Le Vésinet.

## Professionell karriär
Efter att ha studerat juridik vid Nanterre (Paris X ) var hon först advokat i straffrätt i Paris och sedan i Hauts-de-Seine fram till 2003. Hon arbetade där i sju år, först som brottmålsadvokat på byrån Hervé Temime, och därefter på egen byrå med två delägare i Neuilly-sur-Seine.
Paret flyttade till Asien (Taiwan och Japan) och därefter till Portugal, för att återvända till Frankrike 2012. När hon återvände tog hon en ytterligare juridisk examen, innan hon startade ett uppstartsbolag inom turistnäring och volontärverksamhet. Hon ägnade sig även själv åt flera volontärverksamheter, som hon avbröt när hon blev ledamot 2017.

## Politisk karriär
Yaël Braun-Pivet var kassör för sektionen av Socialistiska partiet i Tokyo på 2000-talet. Hon hade alltid röstat på Socialistiska partiet, innan hon under hösten 2016 gick med i En Marche. Hon övertygades av Emmanuel Macrons ståndpunkter när det kommer till att dra tillbaka medborgarskap.

### Parlamentsledamot och ordförande i lagutskott
18 juni 2017, under den andra omgången av parlamentsvalet, besegrade hon den avgående parlamentsledamoten Jacques Myard och valdes till parlamentsledamot med 58,99 % av rösterna. 29 juni samma år valdes hon till ordförande i den femtonde nationalförsamlingens lagutskott, en av de åtta permanenta utskotten i nationalförsamlingen. Hon valdes efter att ha fått fler röster än parlamentarikern Alain Tourret, med bakgrund i PRG.
Hon blev den första att väljas till det uppdraget under sin första mandatperiod i nationalförsamlingen. Hon blev även den andra kvinnliga ordföranden i utskottet, tjugo år efter Catherine Tasca. Även om hennes ordförandeskap inleddes med anklagelser om misstag eller i flera fall hån, vilket ledde till att oppositionen kritiserade debattekniken hos La République En Marche!, kom Braun-Pivets arbete i slutändan att uppskattas av alla partigrupper i parlamentet.
Hon anordnade bland annat flera studiebesök, på bland annat fängelser, för utskottets medlemmar. Detta var ett led i att försöka kopplingen mellan politiken och den praktiska verkligheten. AFP sade bland annat i juni 2018 att hon "förkroppsligar nationalförsamlingens förnyelse, genom sin stil och sitt tillvägagångssätt, men hennes politiska tyngd är fortfarande ifrågasatt". AFP såväl som Le Monde har kallat henne för "ovanlig", Libération skrev i januari 2022 att hon till slut lyckats övertyga även oppositionen med sin kompetens. Le Figaro menar att hon har visat sig vara hårt arbetande, och att bland annas hennes arbete för att överse lagförslag i relation till Covid-19-pandemin har gjort henne viktig i nationalförsamlingen.
I september 2018, efter att François de Rugy fick en post i regeringen, kandiderade hon till talmansposten i nationalförsamlingen. I slutändan valde hon dock att ge sitt stöd till Richard Ferrand. I juli 2019, när LREM-gruppen skulle välja om sina poster, omvaldes hon till ordförande i lagutskottet och besegrade där Laetitia Avia i den andra omröstningen.

### Parlamentarisk undersökning om Benalla-affären
Från 23 juli 2018 ledde Yaël Braun-Pivet den parlamentariska undersökningskommissionen om Benalla-affären, som fick namnet efter Emmanuel Macrons säkerhetsansvarige Alexandre Benalla. Hon fick mycket kritik från oppositionen liksom i sociala medier för att inte ha varit neutral.
28 juli ansåg hon sitt utredningsarbete vara avslutat. Le Monde menade att hon fick den värsta rollen i arbetet; efter att genom kompetens och hårt arbete lyckats åstadkomma mycket i lagutskottet fick hon en omöjlig roll att hantera Macron och La République En Marche!s första stora kris.
I synnerhet fick hon i samband med undersökningskommissionen av Benalla-affären dussintals kränkande eller hotfulla meddelanden på sociala medier och lämnade in ett klagomål för sexistiska trakasserier och antisemitiska hot.

### Kommunalråd i Le Vésinet
I kommunalvalet 2020 kandiderade hon på 16:e plats på den LREM-stödda listan för Bruno Coradetti i Le Vésinet, där hon valdes till kommunalråd.

### Kortlivad minister för utomeuropeiska territorier
Under hennes ordförandeskap i nationalförsamlingens lagutskott reste hon ofta till Frankrikes utomeuropeiska områden (särskilt till Guadeloupe och Martinique ). Hon var också föredragande för en rapport om Nya Kaledoniens framtid.
20 maj 2022 utsågs hon av Emmanuel Macron till minister för Frankrikes utomeuropeiska områden, i Élisabeth Bornes regering, och efterträdde så Sébastien Lecornu. I den rollen verkade hon bland annat för att skapa ett minnesmärke över slaveriets offer.
25 juni 2022 lämnade hon posten som minister för de utomeuropeiska områdena, i huvudsak eftersom hon kandiderade till posten som nationalförsamlingens talman. Under tiden tog premiärminister Élisabeth Borne över funktionerna som minister för utomeuropeiska territorier.

### 2022 års parlamentsval
Yaël Braun-Pivet ställde upp för omval i juni 2022, i Yvelines femte valkrets. Efter att ha valts om med 64,6 % av rösterna förklarade hon sig redo att arbeta "tillsammans med alla de som vill gå vidare med oss", så även Nationell samling.

### Nationalförsamlingens talman
Efter att tidigare ha kandiderat till talman i september 2018 ställde Yaël Braun-Pivet upp igen i juni 2022, för att efterträda Richard Ferrand. 22 juni 2022 fick hon stöd i sin kandidatur till talman från de partier som utgör presidentalliansen Ensemble, med 105 röster jämfört med kollegan Roland Lescures 85.
Ställd mot Nathalie Bassire (för gruppen "Libertés, indépendants, outre-mer et territoires"), Sébastien Chenu (RN), Annie Genevard (LR) och Fatiha Keloua-Hachi (NUPES), valdes hon i slutet av den andra omgången med 242 röster av 462 avgivna. RN valde att avsäga sig sin kandidatur och partiets ledamöter deltog inte i omröstningen. Braun-Pivet är den första kvinnan att väljas till talman i nationalförsamlingen.